# Luciobrama macrocephalus
Luciobrama macrocephalus es una especie de peces de la familia de los
Cyprinidae en el orden de los Cypriniformes.

## Morfología
Los machos pueden alcanzar los 24 cm de longitud total.

## Hábitat
Es un pez de agua dulce bentopelágico y de clima subtropical.

## Distribución geográfica
Se encuentran en Asia: la China y el Vietnam.